# 西蒙尼·拉古齊
西蒙尼·拉古齊（義大利語：Simone Ragusi；1992年3月28日—）是一位意大利橄欖球運動員。他是意大利國家橄欖球隊的一員，代表意大利參加了2015年橄欖球六國賽。